# 庫茲涅茨克區

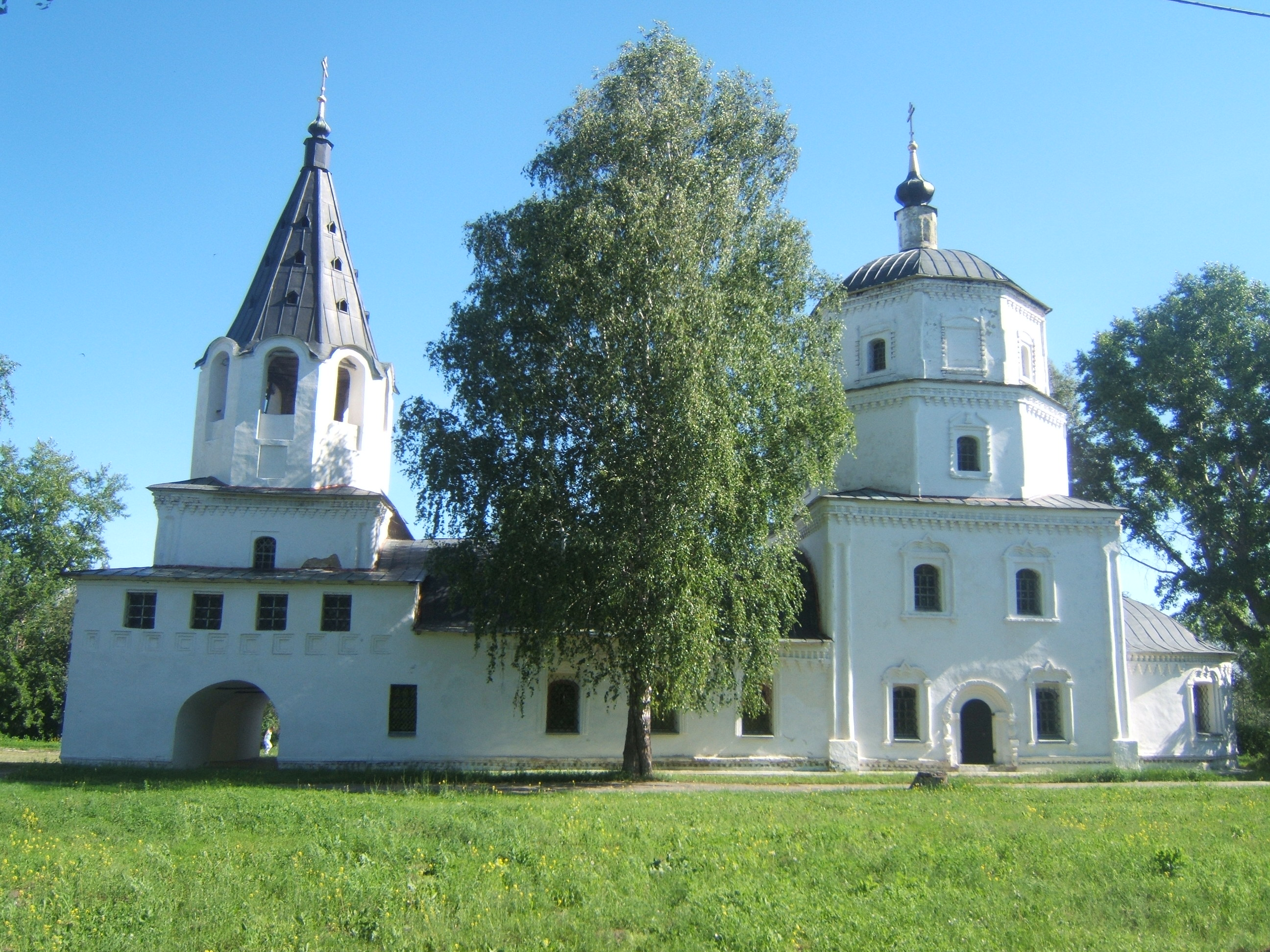

53°07′N 46°36′E / 53.117°N 46.600°E
庫茲涅茨克區（俄语：Кузнецкий район），是俄羅斯的一個區，位於該國西南部，由奔薩州負責管轄，面積2,071平方公里，2010年該區人口38,056，人口密度每平方公里18.38人。